# Çiçi
Çiçi è un comune dell'Azerbaigian situato nel distretto di Quba. Conta una popolazione di 1 131 abitanti.